# Ensemble Hofstraße (Weilheim in Oberbayern)

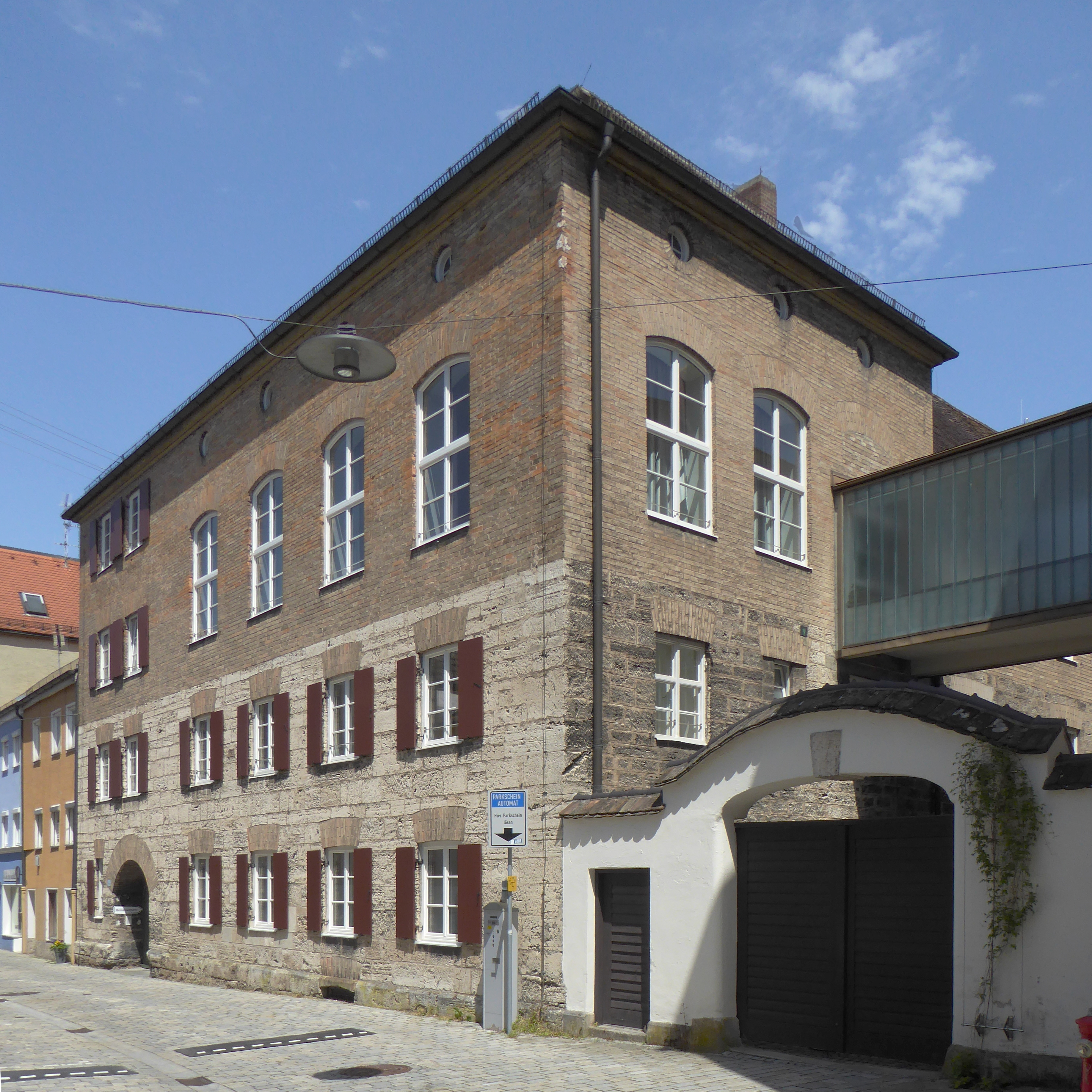
Ehemaliges Landgericht, Hofstraße 19/21

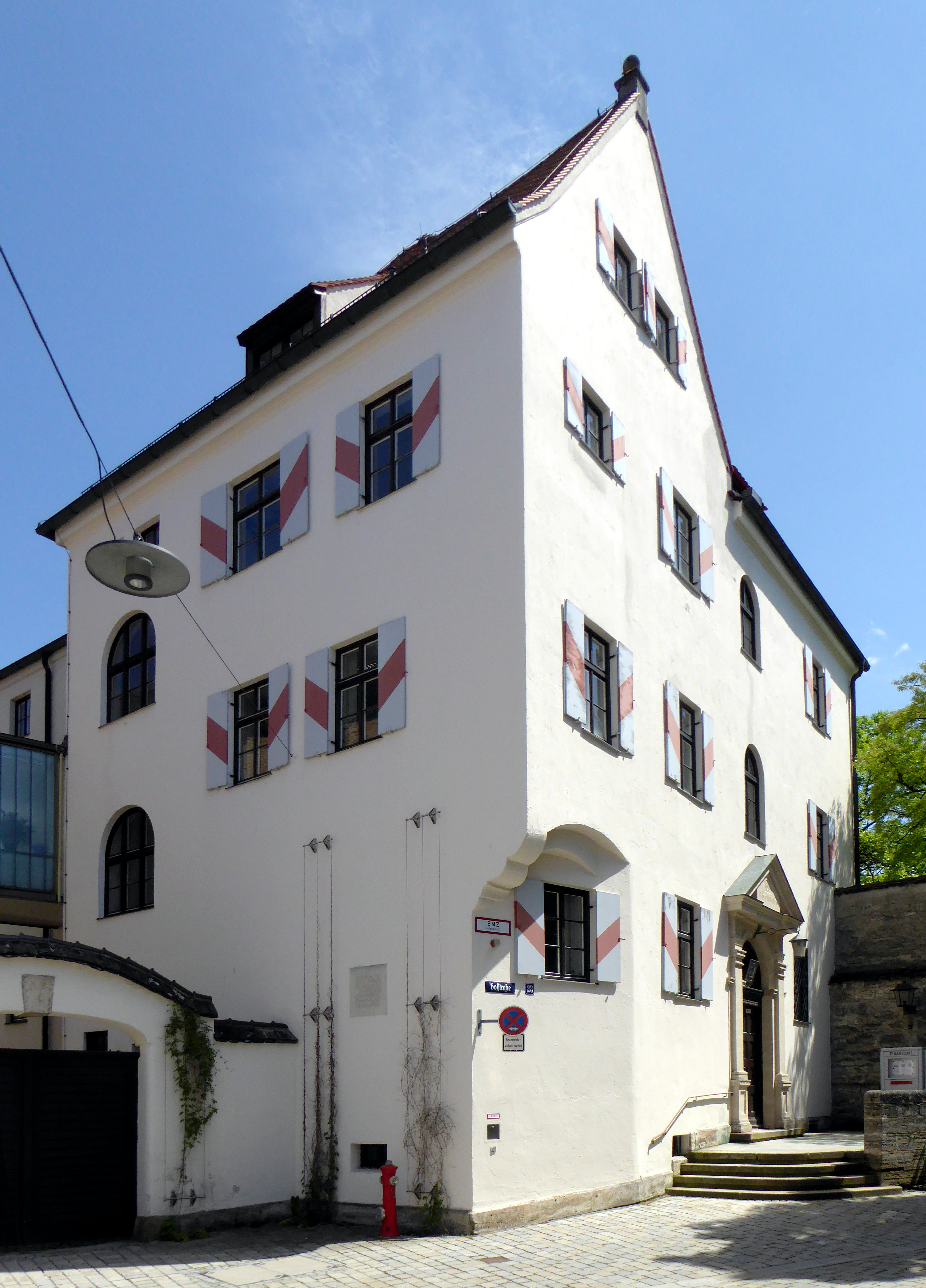
Ehemaliges Rentamt, Hofstraße 23

Das Ensemble Hofstraße in Weilheim in Oberbayern, der Kreisstadt des oberbayerischen Landkreises Weilheim-Schongau, ist ein Bauensemble, das unter Denkmalschutz steht.

## Beschreibung
Der enge Straßenzug führt vom Kirchplatz südwärts zu dem in der Südostecke der Altstadt liegenden ehemaligen Sitz des Landrichters, des späteren Rent- und heutigen Finanzamtes. Die unmittelbar an der Stadtmauer gelegene Baugruppe steht an der Stelle des ehemaligen Burgsitzes der Edelfreien von Weilheim im 11./12. Jahrhundert (siehe Liste der Bodendenkmäler in Weilheim in Oberbayern).
Die zum Teil sehr hohe Bebauung mit Bürgerhäusern des 18./19. Jahrhunderts schafft ein Straßenbild von starker räumlicher Wirkung. Schmale Giebelhäuser wechseln mit breiter gelagerten Traufseitbauten. Die Putzfassaden sind häufig gegliedert. Die Ostseite der Straße zeichnet sich durch eine bemerkenswerte Reihe gestaffelter Giebel aus.

## Einzeldenkmäler
- Hofstraße 3: Ehemals Frühmesshaus
- Hofstraße 5: Wohn- und Geschäftshaus
- Hofstraße 11: Bürgerhaus
- Hofstraße 12: Gasthaus
- Hofstraße 19/21: Ehemaliges Landgericht, jetzt Finanzamt
- Hofstraße 23: Ehemaliges Rentamt, jetzt Finanzamt